# Літоральні відклади
Літора́льні ві́дклади (рос. литоральные отложения, англ. littoral deposits, shore deposits; нім. Litoralablagerungen f pl, litorale Ablagerungen f pl, Küstenablagerungen f pl) — геологічні відклади (літоралі), що утворилися у прибережній припливно-відпливній зоні морів та океанів, у межах літоралі на глибині до 60 м.
Дуже різноманітні за складом: валуни, гальки, гравій, пісок, мулкі осади, органічні залишки. Сучасні Л.в. зустрічаються лише в межах вузької зони. Древні Л.в. формувалися при переміщеннях берегових ліній. З Л.в. пов'язані прибережно-морські і прибережно-океанічні розсипи, що містять корисні копалини (монацит, каситерит та ін.).
Шельфові системи осадження можна розділити на системи з домінуванням припливів і штормів. Результатом штормів є відкладення крупнозернистого матеріалу поблизу берега та більш дрібного матеріалу далі.